# Цундоку

Стос накопичених книжок японською

Цундоку  — накопичення матеріалів для читання, не читаючи їх. Зокрема, йдеться про книжки.
"Tsundoku" походить від японського сленгового (積ん読) «цун-доку». "積ん読", що походить від "積んでおく" "tsunde-oku" (відкладати речі на потім і не торкатися їх після) і "読書" "dokusho" (читання книг). "積んどく" "tsundoku" — евфонічна зміна "積んでおく". Цей термін також використовується для позначення книжок, готових до читання пізніше, коли вони знаходяться на книжковій полиці. В цей час, слово об'єднує ієрогліфи «докупи» (積) та «читання» (読).
Альфред Едвард Ньютон цитує: «Навіть коли немає можливості читати, наявність придбаних книг викликає такий екстаз, що придбання більшої кількості книг, ніж можливо прочитати — це щось не менше, ніж душа, яка прямує до нескінченності … ми бережемо книги, навіть якщо вони непрочитані, сама їхня присутність випромінює комфорт, яким вони знищать будь-які сумніви.»